# Р-149БМР
Р-149БМР «Кушетка-Б» — російська командно-штабна машина оперативно-тактичної ланки.

## Опис конструкції
Машина Р-149БМР призначена для забезпечення моніторингу обстановки у зоні бойових дій. До складу обладнання входять КХ та УКХ радіостанції, що забезпечують конфіденційність передачі даних та інформації. Крім того, Р-149БМР має персональні комп'ютери, здатні взаємодіяти з апаратурою навігації та зв'язку. Функціонал комп'ютерів охоплює обробку, введення та зберігання текстової та відеоінформації, також є можливість відображення даних на спеціальній електронній карті, завдяки чому користувач здатний отримувати всю необхідну інформацію та оперативно ухвалювати рішення..
До переліку основних функцій Р-149БМР входить:
1. ведення радіозв'язку по відкритих та конфіденційних каналах зв'язку
2. організація передачі інформації в цифрових та аналогових системах зв'язку
3. можливість використання супутникових каналів зв'язку
4. визначення та передача каналами зв'язку координат власного розташування
5. відеомоніторинг обстановки та передача отриманих даних або на електронну карту місцевості, або каналами зв'язку.

## Характеристики
| Час розгортання для роботи в русі  | 5 хв      |
| Час розгортання для роботи з місця | 20 хв     |
| Дальність зв'язку в КХ-діапазоні   | до 350 км |
| Дальність зв'язку в УКХ-діапазоні  | 30-60 км  |
| Тип шасі                           | БТР-80    |
| Колісна формула                    | 8 × 8 / 4 |

## Ходова частина
Все обладнання машини розміщено на маневреній високомобільній легкоброньованій транспортній базі К1Ш1, створеній на базі бронетранспортера БТР-80.

## Модифікації
- Р-149БМР — базова модифікація на універсальному колісному шасі К1Ш1
- Р-149БМРА — модифікація на шасі БТР-80
- Р-149БМРг — модифікація на шасі МТ-ЛБу
- Р-149БМРД — модифікація на шасі БТР-Д.

## Оцінка машини

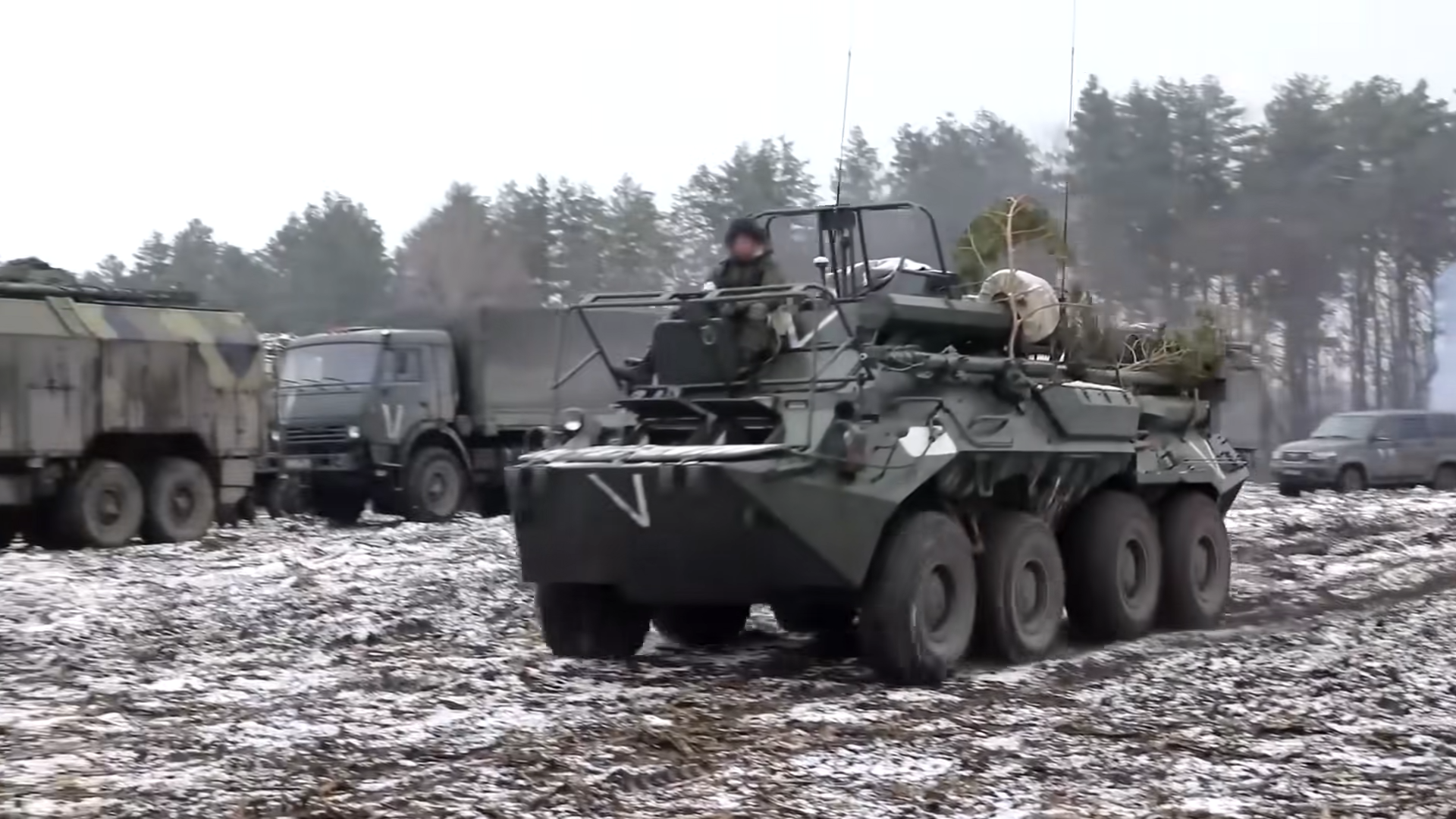
«Кушетка-Б»

Завдяки своєму технічному оснащенню Р-149БМР входить до складу автоматизованої системи управління військами, при цьому значно збільшуючи оперативність роботи.

## Бойове використання

### Російське вторгнення в Україну
Під час вторгнення в Україну російські військові втратили дві командно-штабні машини Р-149БМР в березні, одну з яких було знищено українськими військовими на Сумщині поблизу Тростянця, і одну було захоплено 10 вересня під час звільнення Харківщини.